# مسجد و حسینیه رباط
مسجد و حسینیه رباط مربوط به دوره قاجار است و در کاشان، دروازه دولت، ابتدای بازار مسگرها، کوچه رباط واقع شده و این اثر در تاریخ ۲۴ اسفند ۱۳۸۳ با شمارهٔ ثبت ۱۱۵۷۵ به‌عنوان یکی از آثار ملی ایران به ثبت رسیده است.